# 알리체 (가수)
카를라 비시(이탈리아어: Carla Bissi, 1954년 9월 26일 ~ )는 알리체(이탈리아어: Alice)라는 예명으로 잘 알려진 이탈리아의 싱어송라이터이다.